# Vogelkersleerschijfzwam
De vogelkersleerschijfzwam (Dermatea padi) is een schimmel behorend tot de familie Dermateaceae. Hij leeft saprotroof of zwak parasitair op takken van Prunus.

## Kenmerken
zijn te vinden 
De apothecia (vruchtlichamen) hebben een diameter van 1 mm.  De kleur is roodbruin.

## Vergelijkbare soorten
Het lijkt op Dermea cerasi, maar apothecia kleiner en meer roodbruin i.p.v. geelbruin. Ook zijn er verschillen de conidia.

## Verspreiding
In Nederland komt de vogelkersleerschijfzwam zeer zeldzaam voor.